# Ljetna univerzijada 1997.
XIX. Ljetna univerzijada održana je u Catanii (Sicilija, Italija) od 20. do 31. kolovoza 1997. godine.
Najviše su odličja osvojile SAD (20 zlata, 19 srebara, 22 bronce; ukupno 61 odličje), dok je domaćin Italija na šestom mjestu s 31 odličjem (7 zlata, 14 srebara i 10 bronci). Hrvatska je na 35. mjestu s jednim i to brončanim odličjem. 

## Športovi
- atletika
- košarka
- mačevanje
- plivanje
- nogomet
- skokovi u vodu
- vaterpolo
- športska gimnastika
- tenis
- odbojka